# یوسوکه تاگاوا
یوسوکه تاگاوا (انگلیسی: Yosuke Tagawa؛ زادهٔ ۱۳ ژانویهٔ ۱۹۵۹) بازیگر، و شخصیت‌های تلویزیونی در ژاپن اهل ژاپن است.